# Валь-Тербі (Юра)
Валь-Тербі (фр. Val Terbi) — громада  в Швейцарії в кантоні Юра, округ Делемон.

## Географія
Громада розташована на відстані близько 45 км на північ від Берна, 6 км на схід від Делемона.
Валь-Тербі має площу 46,7 км², з яких на 4,8% дозволяється будівництво (житлове та будівництво доріг), 46,7% використовуються в сільськогосподарських цілях, 47,9% зайнято лісами, 0,5% не є продуктивними (річки, льодовики або гори).

## Демографія
2019 року в громаді мешкало 3205 осіб (+6% порівняно з 2010 роком), іноземців було 7%. Густота населення становила 69 осіб/км².
За віковим діапазоном населення розподілялося таким чином: 23,6% — особи молодші 20 років, 57,1% — особи у віці 20—64 років, 19,4% — особи у віці 65 років та старші. Було 1321 помешкань (у середньому 2,4 особи в помешканні).
Із загальної кількості 979 працюючих 161 був зайнятий в первинному секторі, 332 — в обробній промисловості, 486 — в галузі послуг.